# ChessBase

Das Logo von ChessBase

ChessBase ist ein Unternehmen mit Sitz in Hamburg, das Schachsoftware entwickelt und vertreibt sowie eine Schachdatenbank und eine Schachnachrichtenseite betreibt. 
ChessBase wurde 1987 von dem Physiker Matthias Wüllenweber und dem Wissenschaftsjournalisten Frederic Friedel als Gesellschaft bürgerlichen Rechts gegründet und später in eine GmbH umgewandelt. Dritter Gesellschafter neben Wüllenweber und Friedel wurde der Hamburger Stützpunkttrainer Gisbert Jacoby.
Die Firma leitet sich ab vom gleichnamigen, von Matthias Wüllenweber entwickelten, Schachdatenbankprogramm ChessBase in Anlehnung an das zur damaligen Zeit populäre Datenbankprogramm dBASE.

## Unternehmensgeschichte und Programmentwicklung
Ausgangspunkt des Unternehmens war der Vertrieb des Schachdatenbankprogramms ChessBase, das in der Version 1.0 von Wüllenweber für den Atari ST entwickelt wurde. Ab Version 2.3 stand das ChessBase-Programm auch in einer von Mathias Feist entwickelten Version für das PC-Betriebssystem MS-DOS zur Verfügung. 1989 erschien parallel für den Atari und für PCs die Version ChessBase 3.0. Die Version 4.0, bei der in der DOS-Version das Schachprogramm Fritz unter der gleichen Oberfläche zur Analyse mitrechnen konnte, war die letzte Version, die auch für den Atari erschien.
Das Datenbankprogramm wurde konzipiert, um die Züge von Schachpartien auf Rechnern zu erfassen, gegebenenfalls mit Varianten zu kommentieren und zu speichern. Hierfür hatte Wüllenweber ein spezielles Speicherformat entwickelt, das alle Daten einer Partie (Spieler, Turnier, Turnierort, Datum, Notation, Variante, Bewertungszeichen etc.) in einer Datei ablegt („CBF“-Format). Zur Recherche erlaubt das ChessBase-Programm Zugriff auf die Partien in der Datenbank nach verschiedenen Kriterien wie Spielername, Turnier, Variante oder einem Eröffnungsindex.
Die Entwicklung des ChessBase-Datenbankprogramms wurde zu Anfang auch von Garri Kasparow beeinflusst, der anlässlich eines Aufenthalts in Hamburg 1985 ChessBase erstmals besuchte und Vorschläge für die Weiterentwicklung machte.
Mit der Entwicklung der ersten Windows-Version ab 1994 wurde auch das Textformat „PGN“ unterstützt. Die Version Chessbase 6.0 führte 1996 ein erweitertes programmeigenes Datenbankformat („CBH“-Format) ein. Neben der eigentlichen Datenbank wurde auch die Programmoberfläche erweitert und erlaubt zahlreiche parallele Anwendungen. So können neben dem Datenbankzugriff zur Analyse und Zugbestimmung unterschiedlichste Schach-Engines eingebunden werden, die nicht notwendigerweise aus dem eigenen Hause stammen.
2007 war eine eingeschränkte Version unter dem Namen ChessBase Light 2007 kostenfrei verfügbar. Sie konnte durch den Kauf eines Aktivierungsschlüssels zur Vollversion ChessBase 9 freigeschaltet werden.
Die Datenbanksoftware wurde kontinuierlich weiterentwickelt und an neue Windows-Betriebssysteme angepasst; so wurde beispielsweise bei der im Dezember 2012 veröffentlichten Version ChessBase 12 das damals aktuelle Microsoft Windows 8 unterstützt.

### Verlagstätigkeit

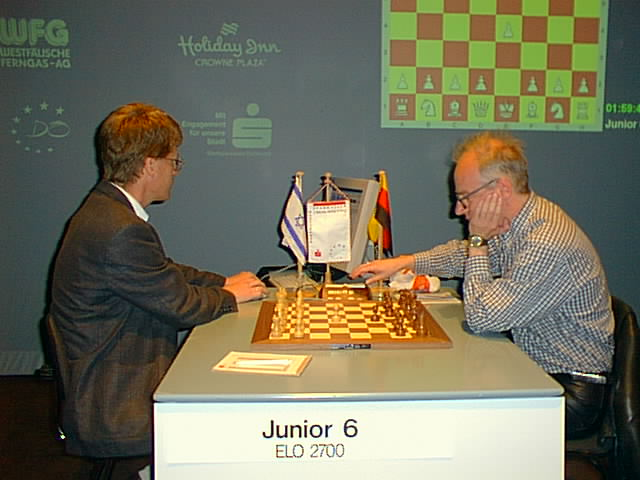
Matthias Wüllenweber mit dem Schachprogramm Junior 6, dem Gegner von Robert Hübner, bei den Dortmunder Schachtagen 2000

Neben dem Vertrieb des Schachdatenbankprogramms betätigte sich das Unternehmen ChessBase auch mit der Erfassung und dem Vertrieb von Schachpartien. Diese wurden zunächst im „ChessBase Magazin“ auf Disketten verkauft, später folgte die Reihe „Turnierdiskette“. 1990 begann ChessBase zusammen mit Autoren Trainingsdisketten in der Reihe „Eröffnungsdiskette“ zu vermarkten.
1991 entwickelte Mathias Feist eine Bedienoberfläche für Schach-Engines, die zusammen mit der von dem Niederländer Frans Morsch programmierten Schach-Engine Quest unter dem Namen Fritz vertrieben wurde.
Außer dem Schachprogramm Fritz wurden weitere Schachprogramme, darunter u. a. Houdini, HIARCS, Junior, Shredder, Chess Tiger, ZapChess und Rybka in verschiedenen Versionen, vertrieben.

### Fritz-Schachserver
Im September 2001 ging ein eigener Schachserver online. Dieser löste bald nach Einführung den Marktführer Internet Chess Club in Bezug auf die Besucherzahlen als größten kommerziellen Schachserver ab. 2006 waren bei ChessBase über 200.000 Mitglieder angemeldet. Auf dem Fritz-Schachserver können Menschen gegen andere Schachspieler über das Internet Schach spielen. Es ist aber auch möglich, Computer gegeneinander spielen zu lassen. Der Fritz-Schachserver erlaubt außerdem interaktiven Unterricht und zahlreiche Spezialschachvarianten. Fast täglich werden dort zudem die Partien aus laufenden Großmeisterturnieren, Weltmeisterschaften oder Wettkämpfen live gezeigt und von den Besuchern im Chat diskutiert.

### Multimedia
Für den Fritz-Schachserver und die Trainingsreihe „Fritztrainer“ entwickelte ChessBase das Chess Media System. Mit diesem können Audio- oder Videoaufnahmen synchron zum Partieverlauf abgespielt werden. Damit wurden zahlreiche Lehrvideos produziert, darunter von Garri Kasparow, Wladimir Kramnik, Viswanathan Anand, Viktor Kortschnoi, Rustam Kasimjanov, Alexei Schirow, Adrian Mihalčišin, Daniel King, Andrew David Martin, Jacob Aagaard, Helmut Pfleger, Thomas Luther und Eva Moser.

### TV ChessBase

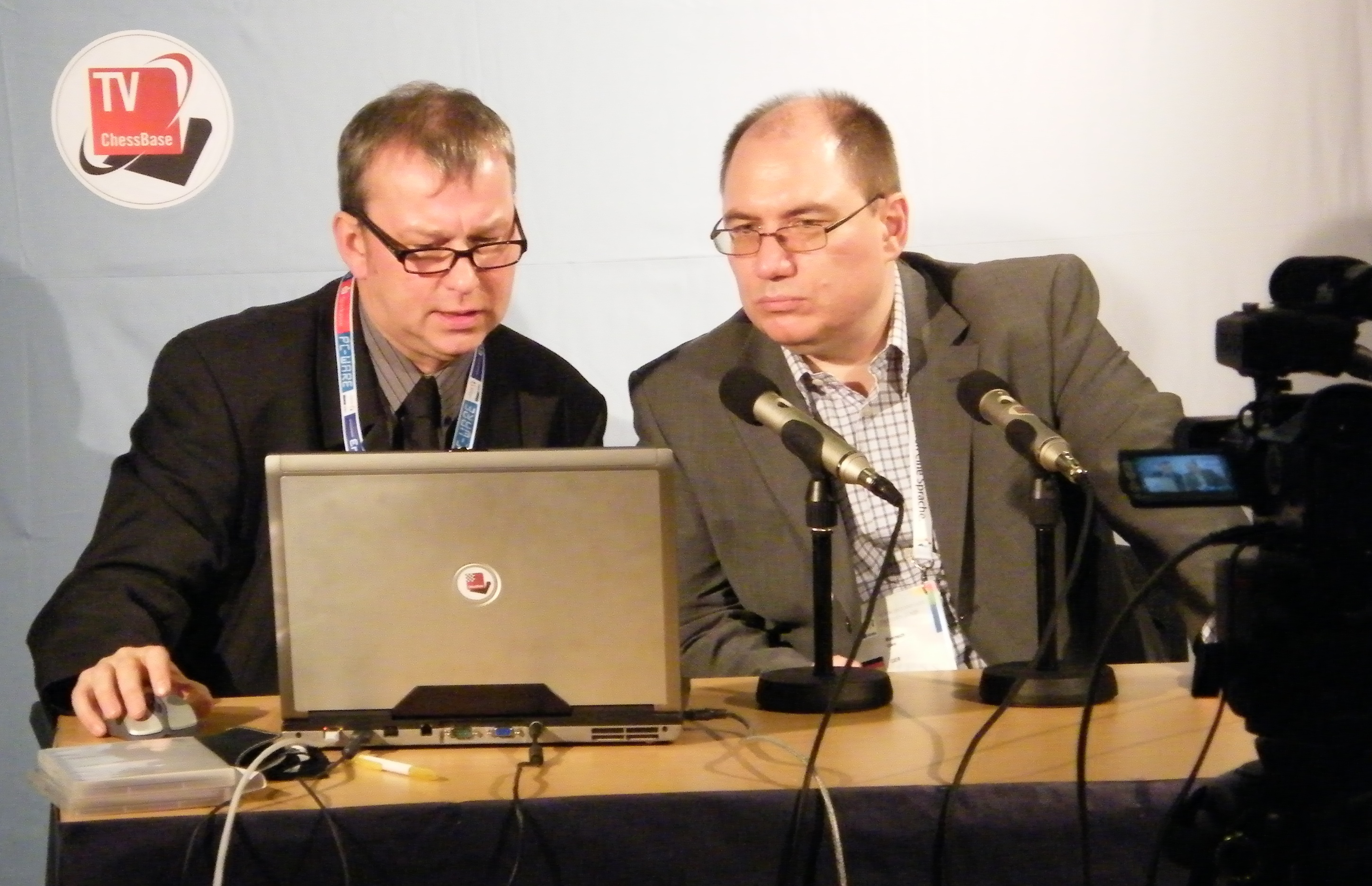
TV-ChessBase-Moderator André Schulz mit Bundestrainer Uwe Bönsch während einer TV-ChessBase-Übertragung bei der 38. Schacholympiade (Dresden, 2008)

Seit 2003 hatten Oliver Reeh und André Schulz, zusammen oder im Wechsel, oft auch mit interessanten Gästen, freitags um 17 Uhr über 500 Live-Sendungen aufgenommen. In der Anfangszeit noch als Radio ChessBase bezeichnet, wurden Nachrichten und Partien aus der internationalen Schach-Szene präsentiert. Viele der Sendungen sind über das ChessBase-Videoarchiv auch im Nachhinein abrufbar (siehe auch Video-Archiv unter Weblinks). Die letzte Sendung fand am 5. Mai 2023 statt.

### Lernprogramm für Kinder und Jugendliche
Seit 2002 erscheint das Schach-Lernprogramm „Fritz & Fertig“ – bis Anfang 2009 in vier aufeinander aufbauende Folgen. Hiermit werden Kinder spielerisch in das Schachspiel eingeführt.

### Weitere Verlagsprogramme
Im Jahre 1994 hatte Matthias Wüllenweber ein Physiksimulationsprogramm entwickelt, das unter dem Namen „Albert Physik interaktiv“ vom Springer-Verlag vertrieben wird.
Im Oktober 2007 erschien mit Ludwig auch eine Musiksoftware, die für sich in Anspruch nimmt, selbständig komplexe Musiktitel verschiedener Stilrichtungen zu komponieren und arrangieren. Ludwig soll auch als virtueller Musiklehrer für diverse Instrumente und Chorgesang sowie als Begleitband dienen können. Zum Komponieren nutzt es ein Baumsuchverfahren, wie es auch in der Schachsoftware Fritz zum Einsatz kommt. Die Arrangements zu den von der Software komponierten Melodien werden anhand einer Skriptsprache generiert. Georg Mondwurf, Lehrbeauftragter für Musikdidaktik an der Universität Oldenburg, bemerkte: „Dass „Ludwig“ gute Möglichkeiten bietet, Gesang und Instrumentalspiel – ja sogar Improvisation zu trainieren, wurde bereits erwähnt. Dennoch: Während „Ludwig“ als Komponist schon heute restlos überzeugen kann, bleiben seine Fähigkeiten als Instrumentallehrer in dieser Version eher eine interessante Dreingabe, die einen seriösen Instrumentalunterricht kaum ersetzen werden.“

### Schach-Nachrichten
Die Website von ChessBase wird täglich aktualisiert und bietet in vier Sprachen (deutsch, englisch, französisch, spanisch) aktuelle Schachnachrichten. Chefredakteur ist André Schulz.

## Kritik
ChessBase wird beschuldigt, wiederholt Chess-Engines vertrieben zu haben, die auf Open-Source Chess-Engines basieren und gegen deren Lizenzbestimmungen verstoßen wurde. ChessBase-Autor Albert Silver soll hierbei für seine Engine Fat Fritz die Open-Source Engine Leela Chess Zero mit minimalen Änderungen verwendet und später selbiges für Fat Fritz 2 mit Stockfish getan haben. Im Juli 2021 begannen die Stockfish-Entwickler mit einer Klage gegen ChessBase aufgrund der GPL-Lizenzverstöße.